# Arrondissement du Fleuve Taedong

Taedonggang-guyŏk ou Arrondissement du Fleuve Taedong (Hangeul: 대동강구역 Hanja: 大同江區域), est l'un des 19 arrondissements de l'agglomération de Pyongyang.

## Divisions administratives
L'arrondissement du Fleuve Taedong est constitué de vingt-cinq quartiers :
- Chongryu 1 (hangeul : 청류 1동 hanja : 淸流 1洞); où est situé notamment l'Usine de traitement des légumes Sokjong de Pyongyang, 고려상업신탁주식회사, 조선56무역회사, 조선국제투자개발회사
- Chongryu 2 (hangeul : 청류 2동 hanja : 淸流 2洞), 조선민족경제협력연합회 (민경련 본부), 조선만년보건총회사
- Chongryu 3 (hangeul : 청류 3동 hanja : 淸流 3洞), 평양운수무역회사
- Munhung 1 (hangeul : 문흥 1동 hanja : 文興 1洞)
- Munhung 2 (hangeul : 문흥 2동 hanja : 文興 2洞), 평양록화편집사
- Munsu 1 (hangeul : 문수 1동 hanja : 紋繡 1洞)
- Munsu 2 (hangeul : 문수 2동 hanja : 紋繡 2洞)
- Munsu 3 (hangeul : 문수 3동 hanja : 紋繡 3洞), 평양친선수입상사
- Okryu 1 (hangeul : 옥류 1동 hanja : 玉流 1洞)
- Okryu 2 (hangeul : 옥류 2동 hanja : 玉流 2洞)
- Okryu 3 (hangeul : 옥류 3동 hanja : 玉流 3洞), 조선명화무역회사, 조선원화기술무역회사
- Puksu (hangeul : 북수동 hanja : 北繡洞)
- Rungra 1 (hangeul : 릉라 1동 hanja : 綾羅 1洞), 조선신광회사, 조선은하무역총회사
- Rungra 2 (hangeul : 릉라 2동 hanja : 綾羅 2洞)
- Sagok 1 (hangeul : 사곡 1동 hanja : 四谷 1洞)
- Sagok 2 (hangeul : 사곡 2동 hanja : 四谷 2洞)
- Soryong 1 (hangeul : 소룡 1동 hanja : 小龍 1洞)
- Soryong 2 (hangeul : 소룡 2동 hanja : 小龍 2洞)
- Taedonggang ou Fleuve Taedong (hangeul : 대동강동 hanja : 大洞江洞)
- Tapche 1 (hangeul : 탑제 1동 hanja : 塔濟 1洞)
- Tapche 2 (hangeul : 탑제 2동 hanja : 塔濟 2洞)
- Tapche 3 (hangeul : 탑제 3동 hanja : 塔濟 3洞)
- Tongmun 1 ou Porte de l'Est-1 (hangeul : 동문 1동 hanja : 東門 1洞), 조선문수무역회사, 조선전기석탄무역회사, 조선진흥회사
- Tongmun 2 ou Porte de l'Est-2 (hangeul : 동문 2동 hanja : 東門 2洞)
- Uiam (hangeul : 의암동 hanja : 衣岩洞), 조선동해무역회사, 조선은덕무역총회사